# Halina Geber

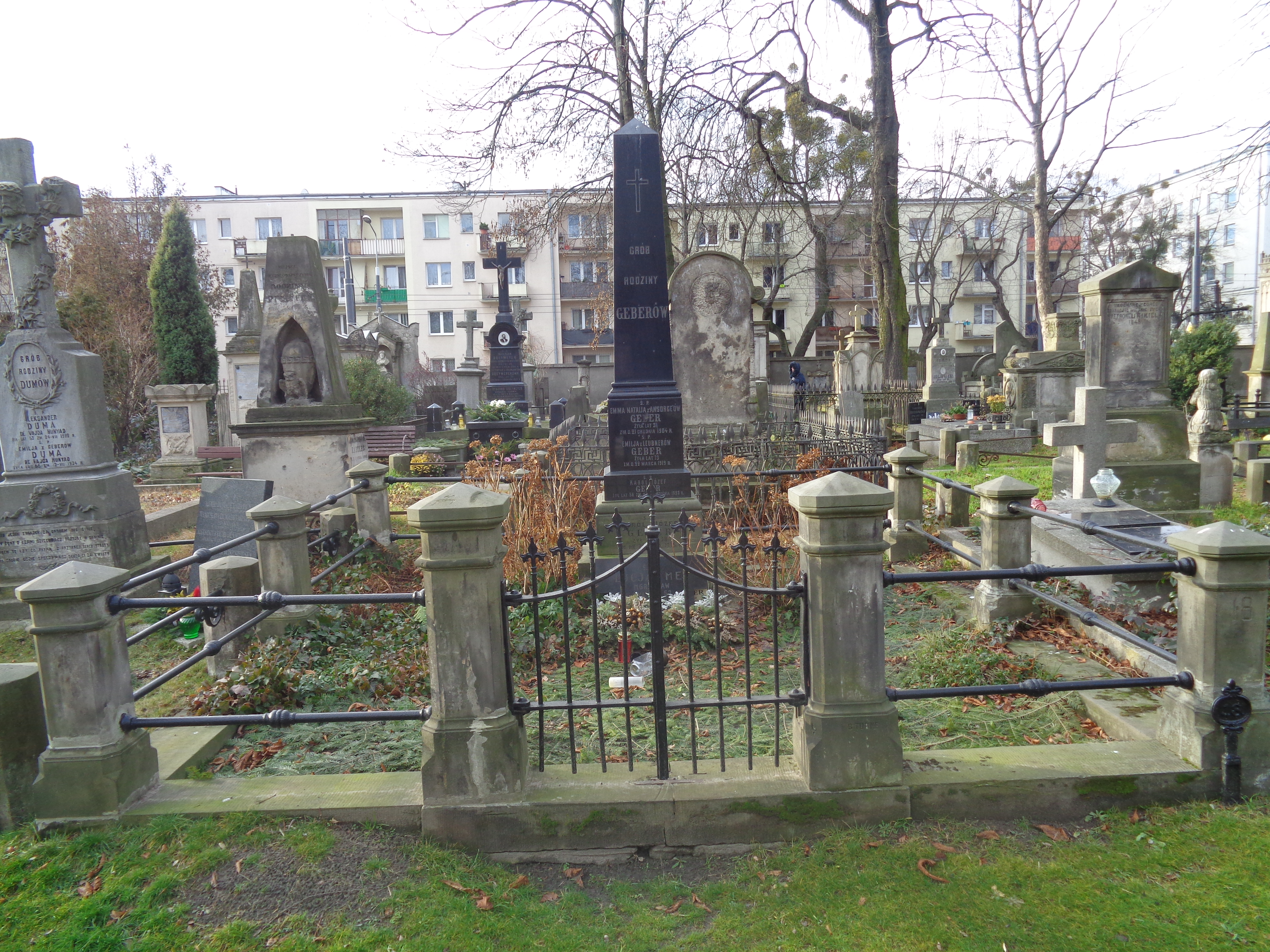
Grób Haliny Geber na Cmentarzu ewangelicko-augsburskim

Halina Geber (ur. 27 maja 1928 w Warszawie, zm. 30 stycznia 2019 tamże) – polska polonistka, redaktorka Spółdzielni Wydawniczej „Czytelnik” i Państwowego Wydawnictwa Naukowego.

## Życiorys
Halina Geber pochodziła z rodziny imigrantów z Alzacji, przybyłych do Warszawy z Miluzy w latach pięćdziesiątych i sześćdziesiątych XIX wieku. Najpierw przybyli Józef Judlin z żoną Barbe z domu Geber oraz Jan Geber, a w roku 1864 Charles Geber. Po okresie współpracy z polskim fabrykantem Józefem Worowskim, w roku 1858 rodzina imigrantów otworzyła na warszawskim Grochowie pierwszą farbiarnię i pralnię chemiczną, która po przeniesieniu na ulicę Lubelską działała do lat pięćdziesiątych XX wieku.
Halina Geber urodziła się jako córka Karola Gebera i Niny z domu Lutostańskiej. Jej ojciec zmarł młodo przed drugą wojną światową. Jego żona nadal prowadziła pralnię.
Halina Geber studiowała polonistykę na Uniwersytecie Warszawskim pod kierunkiem prof. Juliana Krzyżanowskiego, kończąc studia w roku 1952 pracą magisterską „Źródła historyczne Króla Ducha Juliusza Słowackiego”. W roku 1950 rozpoczęła pracę w Spółdzielni Wydawniczej „Czytelnik”, początkowo na stanowisku redaktora, a następnie do roku 1962 na stanowisku kierownika redakcji.
W „Czytelniku” kierowała m.in. pracą zespołową przy szesnastotomowym Wydaniu Jubileuszowym Dzieł Adama Mickiewicza oraz przy wydaniu dzieł Stefana Żeromskiego pod redakcją prof. Stanisława Pigonia. Redagowała też m.in. Adolfa Januszkiewicza „Listy z Syberii” oraz „Listy ze stepów kirgiskich i dziennik podróży”.
Od roku 1962 pracowała w Państwowym Wydawnictwie Naukowym, początkowo w Redakcji Historii, a w latach 1983–1986 kierowała pracami Redakcji Literatury Encyklopedii PWN. Do końca pracy w PWN była jednym z zastępców Redaktora Naczelnego Encyklopedii i Słowników.
Po przejściu na emeryturę w roku 1988 zajmowała się nadal pracą wydawniczą, była m.in. członkiem komitetu redakcyjnego publikacji „Ewangelicy warszawscy w walce o niepodległość Polski 1939-45. Wspomnienia i relacje”, która ukazała się w roku 1997 nakładem Parafii Ewangelicko-Augsburskiej Świętej Trójcy w Warszawie.
Została pochowana 4 lutego 2019 na warszawskim cmentarzu ewangelicko-augsburskim (aleja 6, grób 18).